# Otostrongylus circumlitus
Otostrongylus circumlitus is een rondwormensoort uit de familie van de Crenosomatidae. De wetenschappelijke naam van de soort is voor het eerst geldig gepubliceerd in 1899 door Railliet.